# Клухорский перевал
Клухо́рский перева́л — перевал на Военно-Сухумской дороге на высоте 2781 м через Главный Кавказский хребет. Длина перевального участка 45 км. Описание перевала дано ещё в энциклопедическом словаре Брокгауза и Ефрона: «Клухорский перевал, высотой 9075 футов над уровнем моря, в западной части главного Кавказского хребта; через него идет дорога из Сухума в Баталпашинск».
С перевала стекают реки Северный Клухор (на север) и Кличи (на юг).

## Транспорт
Клухорский перевал — самый высокогорный участок Военно-Сухумской дороги. Участок дороги через Клухорский перевал не приспособлен для автомобильного движения. Транспортное сообщение по Военно-Сухумской дороге зависит от погоды на перевале. Зимой здесь часты снежные заносы.

## История
В августе 1942 года седловина перевала оборонялась 1-м батальоном 85-го стрелкового полка 394-й стрелковой дивизии. 15 августа 1942 года Клухорский перевал захватили немецко-фашистские части 1-й горнопехотной дивизии «Эдельвейс», наступавшие вдоль Военно-Сухумской дороги. Боевые действия за перевал продолжались вплоть до 21 октября, но выбить противника с тактически удобных позиций на южных склонах перевала не удавалось. Однако после окружения под Сталинградом германской 6-й армии, немецкие войска начали покидать Северный Кавказ и в январе 1943 года перевал был ими оставлен.
После вооруженного грузино-абхазского конфликта 1992—1993 годов сквозное движение по Военно-Сухумской дороге закрыто.

## Перевал в искусстве
Картину «Л. П. Берия организует оборону Кавказа на Клухорском перевале» создала известный грузинский художник Елена Ахвледиани.

## Климат
Климат перевала высокогорный, прохладный и влажный.
| Показатель                   | Янв. | Фев. | Март | Апр. | Май | Июнь | Июль | Авг. | Сен. | Окт. | Нояб. | Дек. | Год  |
| ---------------------------- | ---- | ---- | ---- | ---- | --- | ---- | ---- | ---- | ---- | ---- | ----- | ---- | ---- |
| Средняя температура, °C      | −5,2 | −5,3 | −2   | 2,8  | 6,9 | 10,4 | 13,3 | 13,2 | 9,6  | 5,5  | 0,1   | −3,1 | 3,9  |
| Норма осадков, мм            | 126  | 113  | 145  | 159  | 144 | 154  | 141  | 129  | 158  | 220  | 201   | 155  | 1845 |
| Источник: ФГБУ "ВНИИГМИ-МЦД" |      |      |      |      |     |      |      |      |      |      |       |      |      |

## Флора и фауна
У Клухорского перевала в верховьях реки Теберды была впервые описана клухорская мышовка — (лат. Sicista kluchorica) — вид из рода мышовки семейства мышовковые.
Здесь растет осока горолюбивая.